# Banwa
Os Banwa é uma província de Burkina Faso localizada na região de Boucle du Mouhoun. Sua capital é a cidade de Solenzo.

## Departamentos

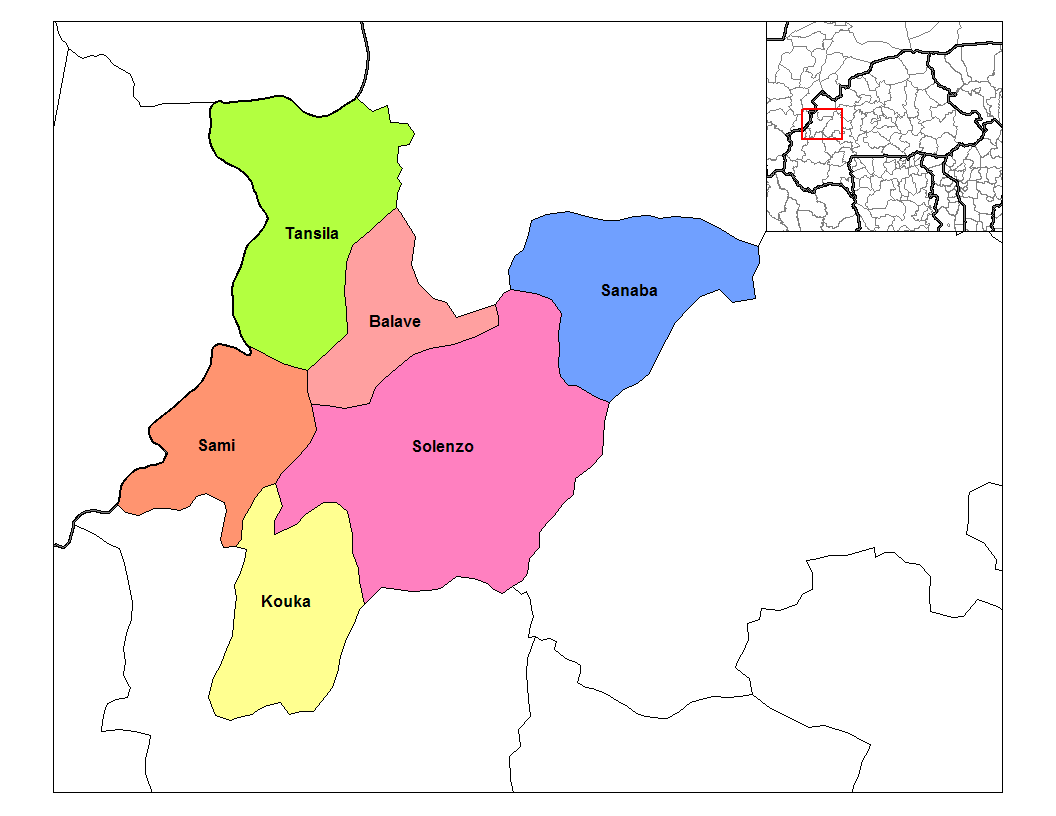
Localização dos diversos departamentos da província dos Banwa, Burkina Faso

A província dos Banwa está dividida em seis departamentos:
- Balavé
- Kouka
- Sami
- Sanaba
- Solenzo
- Tansila